# Европейска общност
Европейската икономическа общност (на български: ЕИО; на английски: European Economic Community EEC), е международна организация, създадена след Договора от Рим от 1957 г.
Нейната цел е да доведе до икономическа интеграция, включително до общ пазар междy шестте основополагащи страни членки: Белгия, Франция, Италия, Люксембург, Нидерландия и Западна Германия. Организацията е известна също като Common Market в англоговорещия свят, а понякога и като European Community (на български: Европейска общност), дори още преди да е официално преименувана като такава през 1993 г.
След влизането в сила на Договора от Маастрихт през 1993 г. Европейската икономическа общност се преименува на Европейска общност (ЕО), за да покаже, че организацията обхваща по-широк кръг от политики, основаващи се на принципа на наднационалността. Също така Европейската общност става първият от 3-те стълба на Европейския съюз, които договорът постановява.

## История
Европейската общност е наследник на Европейската икономическа общност, създадена с подписването на 25 март 1957 г. на т.нар. Римски договор от Белгия, Западна Германия, Италия, Люксембург, Нидерландия и Франция. Тя е най-важната и широка по сфера на компетенции от 3-те европейски общности. С влизането в сила на 1 ноември 1993 г. на Договора от Маастрихт се преименува на Европейска общност.
Римският договор предвижда премахването на търговските бариери между участващите страни. Заедно с това се предвиждат единни външни мита, както и обща търговска политика.
Повечето от договорните условия са посветени именно на целта за създаване на митнически съюз и постепенното изграждане на единен общ пазар. Клаузите за сближаване на стопанската политика и валутна политика на държавите членки, както и другите сфери, като например аграрната, транспортна или определени аспекти на социалната политика, остават твърде общи.
Договорите за създаване на Европейска икономическа общност (ЕИО) и Европейската общност за атомна енергия (Евратом, Евроатом) поставят началото на процеса на многостранна интеграция, който променя напълно политическия, икономическия и социалния живот на целия континент.
Европейската икономическа общност създава напълно нови по вид и съдържание институции, които са различни от тези на националните държави и непознати в международната политика. Европейските институции работят помежду си по уникален и неповторим начин. Наред с това те са подложени на постоянни промени в институционално, процесуално и съдържателно измерение.
Всички международни и европейски организации, съществуващи дотогава, са базирани на чисто междудържавни форми на сътрудничество. От друга страна, по време на Конгреса в Хага през 1948 г., европейските „федералисти“ поставят много по-големи изисквания по отношение на Европейския съвет. Защитниците на идеята за европейска федерална държава търсят една много по-широка форма на обединение.
Сблъсквайки се с нежеланието на политиците, защитаващи идеята за националната държава, поддръжниците на европейската идея се опитват да постигнат определена степен на интеграция поне в отделни области. Така те разчитат след успеха на конкретните форми на многостранна интеграция да се стигне до едно постепенно разширяване на сферите на сътрудничество.
Френската позиция, вдъхновена от Жан Моне, създава конкретна възможност за реализирането на подобна стратегия. Чрез сътрудничество в индустрията с въглища, желязо и стомана, Франция може да наблюдава развитието на германската тежка индустрия и да разсее страховете от една нова война. Сътрудничество и съвместното развитие на този ключов индустриален сектор ще премахне враждебността в германско-френските отношения.
Успехът на Европейската общност за въглища и стомана (ЕОВС), създадена с Парижкия договор от 18 април 1951 г., влязъл в сила през юли 1952 г., поставя основата за развитие на многостранната икономическа интеграция. Съставената през 1955 г. комисия от правителствени представители под председателството на белгийския външен министър Пол-Анри Спаак е упълномощена да изготви доклад за по-нататъшни стъпки в посока на интеграция в икономическата сфера. Великобритания, поканена на разговорите, се оттегля, защото не вижда шансове за реализиране на своите виждания за свободна търговска зона.
След като „Комисията Спаак“ постига съгласие, договорите за създаването на Европейската икономическа общност (ЕИО) и Европейската общност за атомна енергия (ЕОАЕ) се подписват на 25 март 1957 г. в Рим от 6-те страни-членки на ЕОВС и влизат в сила на 1 януари 1958 г.
Европейските общности стават основата на Европейския съюз, учреден по силата на Маастрихтския договор, считано от 1 ноември 1993 г.
С влизането в сила на Договора от Лисабон на 1 декември 2009 г. Европейският съюз стана правоприемник на Европейската общност. Този договор бележи нов етап в процеса на развитие на европейската интеграция. С него т.нар. „храмова структура“ (на 3-те стълба/храма) е изоставена.